# Frits Selling
Frits Selling   (Amsterdam, 30 de març de 1932 - Amsterdam, 30 de març de 2016), sovint escrit erròniament Fritz Selling, fou un pilot de motocròs i enduro neerlandès de renom internacional durant les dècades del 1950 i 1960. Fou quatre vegades Campió dels Països Baixos de motocròs i set d'enduro. En aquesta segona modalitat, va aconseguir deu medalles d'or als Sis Dies Internacionals (ISDT) i va formar part de l'equip estatal que guanyà el Vas de Plata als ISDT de 1956. Els seus èxits li valgueren nombroses reconeixements públics, entre ells tres Copes Hans de Beaufort (1957, 1961 i 1962), el màxim guardó possible dins l'esport del motociclisme als Països Baixos. També rebé el Guardó Reial de la Reina Beatriu i fou nomenat Membre de l'Orde d'Orange-Nassau (2001).
El seu germà gran, Rob Selling, fou també un reconegut pilot de motocròs i guanyà dos Campionats dels Països Baixos d'aquesta modalitat.

## Resum biogràfic

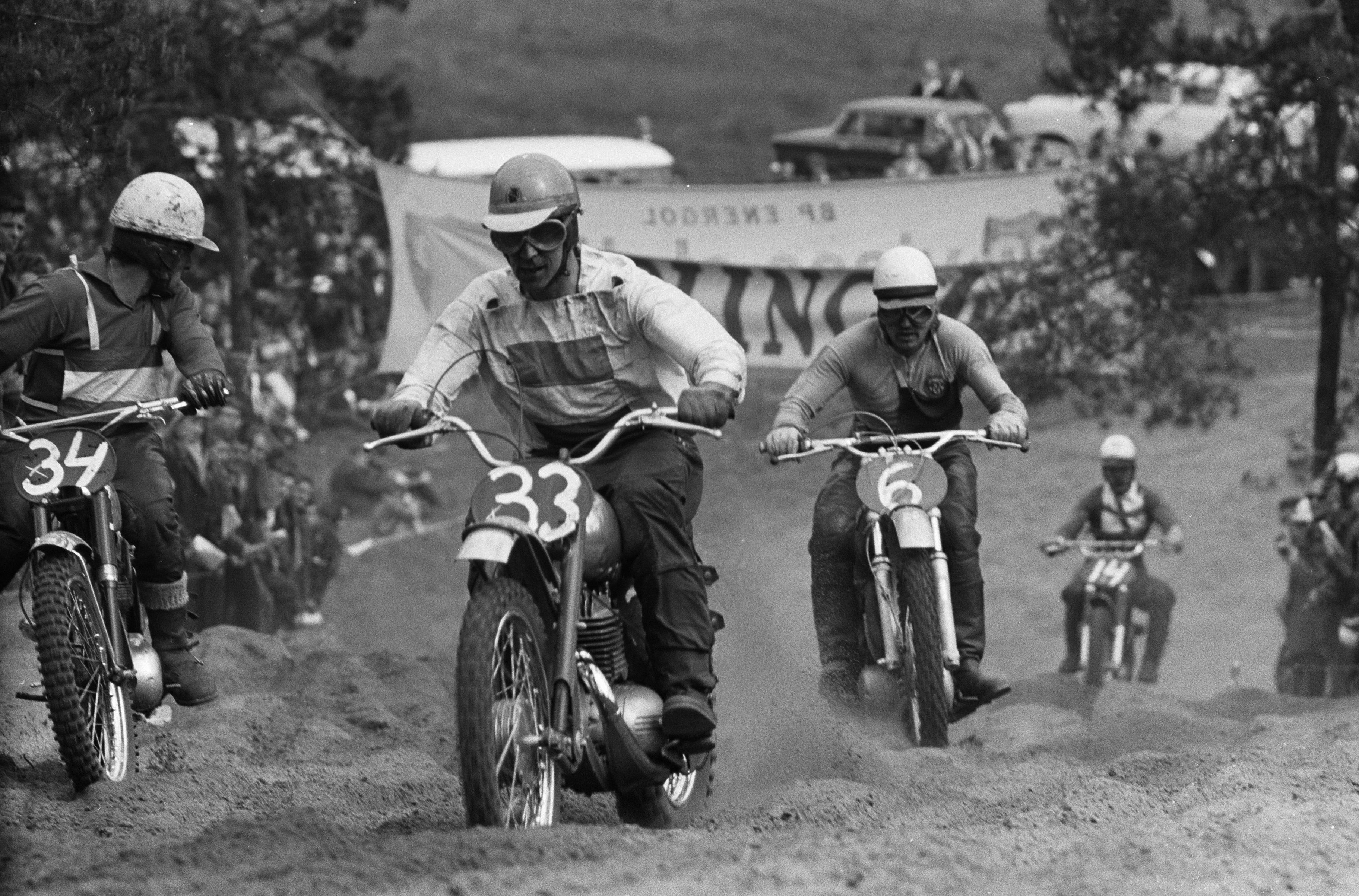
Amb el núm. 33, al GP dels Països Baixos de 1962, a Bergharen

El seu pare, Henk Selling, regentava des del 1947 una botiga i taller de motocicletes al carrer Kromme Mijdrechtstraat d'Amsterdam, prop de l'Amstel, on Frits va aprendre a muntar i desmuntar completament una moto. El 1950, a 18 anys, va disputar la seva primera cursa com a júnior a la cilindrada dels 125cc, amb una Eysink. A finals del 1951 el varen promocionar a la categoria Sènior gràcies als seus bons resultats al campionat d'aquella temporada (dos segons llocs i dos de tercers), que li valgueren la segona plaça final. El 1952 començà a treballar de conductor auxiliar per al diari Het Parool, transportant material al porta-paquets del seu escúter i lliurant-hi queviures a la ciutat. Cap al 1954, als 22 anys, va conèixer la seva futura dona, Corrie, en una escola de dansa de la plaça Mercatorplein d'Amsterdam.
Als ISDT de 1956, celebrats a Garmisch-Partenkirchen (Alemanya), al costat de Bennie Jansema, Priem Rozenberg i Ton Witberg formà part de l'equip dels Països Baixos que guanyà el vas de Plata. Selling debutà al Campionat d'Europa de motocròs de 250cc el 1961, l'any abans que aquest campionat esdevingués mundial, i hi acabà novè amb una Greeves anglesa. Fou durant aquella època quan se'l començà a conèixer com a The Flying Dutchman ("L'holandès volador"). El 1962, gràcies als seus èxits esportius i el seus grans coneixements de mecànica, Greeves el contractà com a mecànic i pilot oficial i el 1963, el seu pare esdevingué importador de la marca als Països Baixos. A Greeves, Frits Selling va compartir equip amb els seus compatriotes Simon Schram i Rudi Boom.
Selling competí al Campionat dels Països Baixos de motocròs i al mundial fins al 1966, tot i que, després, seguí participant regularment en curses de motocròs fins als setanta anys. Durant la seva carrera, que abastà dècades d'activitat, només va tenir un accident destacable: es va fracturar l'espatlla durant una cursa a Finlàndia.
Un cop abandonades les competicions definitivament, Selling continuà treballant al taller familiar per al seu germà Rob, qui es va fer càrrec del negoci en faltar el pare. No fou fins als setanta-cinc anys, quan li varen diagnosticar Parkinson, que Frits Selling va deixar per sempre el món de la motocicleta.

## Palmarès
Font:
- 4 vegades Campió dels Països Baixos de motocròs: 1953-1954 (175cc), 1960 i 1962 (250cc)
- 7 vegades Campió dels Països Baixos d'enduro: 1956, 1958, 1961, 1962, 1966-1968
- Guanyador de 10 medalles d'or als ISDT
- Guanyador del Vas de Plata amb l'equip dels Països Baixos als ISDT de 1956 (Garmisch-Partenkirchen)

Resultats al Campionat del Món de motocròs
| Any  | Motocicleta | 250cc |
| ---- | ----------- | ----- |
| 1961 | Greeves     | 9è    |
| 1962 | Greeves     | 12è   |
| 1963 | Greeves     | 12è   |
| 1964 | Greeves     | 23è   |
| 1965 | Greeves     | 12è   |

Notes
1. ↑  Fins al 1961 inclòs no existia el Campionat del Món de 250 cc, ans el Campionat d'Europa (conegut també com a Coup d'Europe)

## Guardons
Font:
- Tres vegades guanyador de la Copa Hans de Beaufort (1957, 1961, 1962)
- Medalla d'or i diamants de la NSF, Nederlandse Sport Federatie (1964)
- Medalla d'argent de la KNMV, Koninklijke Nederlandse Motorrijders Vereniging (1968)
- Certificat de Mèrit Oficial de la KNMV (1968)
- Guanyador de la "Copa Hans de Beaufort del segle XX" (2000)
- Guardó Reial de la Reina Beatriu (Koninklijk Onderscheiden namens Hare Majesteit Koningin Beatrix), atorgat pel batlle d'Amsterdam Job Cohen
- Membre de l'Orde d'Orange-Nassau (2001)